# Nolana incana
Nolana incana  es una de las 49 especies pertenecientes al género Nolana presentes en Chile, el cual corresponde a la familia de las solanáceas (Solanaceae). Esta especie en particular es endémica con una distribución limitada en el borde costero de la Región de Antofagasta y la Región de Atacama en Chile.

## Nombres vernáculos
Esta especie es conocida simplemente como 'Sosa'. 

## Importancia
Esta es especie conocida como 'Sosa' constituye una de las flores emblemáticas que aparecen durante la floración del fenómeno denominado Desierto florido. 
Esta especie endémica ha sido descrita en 6 localidades, en Quebrada Matancilla, Quebrada Bandurrias, Quebrada San Ramón, Cerro Perales, Caleta Esmeralda en la Región de Antofagasta y Caleta Obispito en la Región de Atacama.
Esta especie se encuentra muy relacionada con la Nolana crassulifolia, su principal diferencia radica en la forma de la corola.
Es considerada una planta con poco valor ornamental.

## Amenazas
Una de las principales amenazas de esta especie la constituyen factores antrópicos como la urbanización y ocupación del borde costero, por acción antrópica por el turismo y colecta de flores. Otra amenaza la constituye el pastoreo de ganado caprino y mular en el área.